# Rovagnati
Rovagnati è un'azienda italiana specializzata nella produzione di salumi.

## Storia
La storia della famiglia Rovagnati ebbe inizio dopo la Seconda Guerra Mondiale a Biassono, in Brianza, allora parte della Provincia di Milano, oggi Provincia di Monza e della Brianza, quando Ferruccio ed Emilio (Domenico) Rovagnati fondarono un'azienda dedicata alla produzione di burro e al commercio di formaggi.
Negli anni sessanta, vi entrarono a lavorare la figlia di Domenico, Marta Elena (1936), e il figlio di Ferruccio, Paolo (1944-2008), che assunsero la guida dell'azienda, ormai avviata anche nel settore dei salumi. Paolo intuì una potenziale opportunità: mentre il mercato caseario lombardo era altamente competitivo, il settore dei salumi presentava margini di crescita, in particolare nel segmento del prosciutto cotto, all'epoca considerato un prodotto di qualità inferiore.
Nel 1968, Paolo Rovagnati assunse la guida dell'azienda e avviò una serie di innovazioni che trasformarono l'impresa familiare in una realtà leader nazionale nel settore dei salumi. Negli anni settanta, l'azienda si espanse a livello nazionale e, nel decennio successivo, perfezionò la produzione del prosciutto cotto, introducendo su idea di Paolo Rovagnati il celebre Gran Biscotto, riconoscibile per il marchio a fuoco sulla cotenna, una caratteristica fino ad allora riservata al Consorzio del Prosciutto di Parma. I prosciutti entrarono ufficialmente nella produzione aziendale solo negli anni ottanta.
Nel 1991 l'azienda avviò una massiccia campagna promozionale del marchio attraverso le telepromozioni di Mike Bongiorno durante La ruota della fortuna e alcuni spot pubblicitari diventati virali anzitempo con protagonista Ellemieke Vermolen. In seguito, furono aperte nuove filiali e la distribuzione dei prodotti venne estesa a livello globale. 
Ancora oggi la sede principale della celebre industria alimentare è a Biassono, dal 2009 parte della Provincia di Monza e della Brianza.
Dopo la morte di Paolo Rovagnati nel 2008, l'azienda passò sotto la guida dei figli, Ferruccio e Lorenzo, che proseguirono l'espansione internazionale, portando i prodotti Rovagnati in oltre 20 paesi, tra i quali Francia, Belgio, Germania, Irlanda e Stati Uniti. Negli anni 2010, Rovagnati avviò una politica di diversificazione con l'acquisto di marchi in difficoltà quali Berkel e Omas Spa (entrambi leader nelle affettatrici professionali), Del Ben di Maniago (storica coltelleria) e Pineider (antica azienda tipografica artigianale italiana), ristrutturandoli e ridando loro nuova vita. Oggi, l'azienda vanta un fatturato annuo superiore ai 300 milioni di euro e impiega oltre 1.200 persone.
Il 5 febbraio 2025 Lorenzo Rovagnati, amministratore delegato insieme al fratello Ferruccio, è deceduto all'età di 42 anni in un incidente di elicottero avvenuto nella tenuta del castello di Castelguelfo a Noceto, proprietà della famiglia.

## Curiosità
Le telepromozioni Rovagnati di Mike Bongiorno furono oggetto di parodia nella trasmissione radiofonica Viva Radio 2.